# Hasan Baba
Hasan Baba fou dey d'Alger del començament del 1682 al 22 de juliol de 1683.
Fou un cap corsari (rais) i va prendre part a la revolució del 1671 que va enderrocar el poder dels aghas i el va substituir pels deys. El primer dey fou Hadjdj Muhammad Triki (1671-1682), un vell rais corsari, amb la filla del qual es va casar i al que va aconsellar. Quan va arribar la notícia que una flota francesa venia cap a Alger, el dey va fugir a Trípoli de Líbia, i absent el dey, Hasan Baba es va apoderar sense problemes del poder.
Va fer una expedició contra els marroquins que amenaçaven Tlemcen però va tornar ràpidament perquè la flota francesa dirigida per Duquesne ja era prop d'Alger on va arribar el dia 29 de juliol de 1682. La ciutat fou bombardejada fins al 12 de setembre, però Hasan va saber controlar la situació fins que els francesos se'n van anar. El 1683 Duquesne va retornar i el 26 de juny va reprendre el bombardeig. Hasan va acceptar negociar i va lliurar alguns ostatges entre els quals un rais que considerava el seu rival, de nom Hadjdj Husayn conegut com a Mezzomorto, però aquest, molt hàbilment, va saber guanyar el suport de Duquesne que el va alliberar i amb el suport d'altres corsaris va atacar a Hasan que fou mort ràpidament el 22 de juliol. Husayn va assolir poder.